# Nördliche Schunter-/Okeraue
| Stadtbezirk Nördliche Schunter-/Okeraue Stadt Braunschweig        | Stadtbezirk Nördliche Schunter-/Okeraue Stadt Braunschweig |
| ----------------------------------------------------------------- | ---------------------------------------------------------- |
| Lage des Stadtbezirks Nördliche Schunter-/Okeraue in Braunschweig |                                                            |
| Bezirksbürgermeister/in:                                          | Carsten Degering-Hilscher                                  |
| Stadtbezirk:                                                      | Nr. 322                                                    |
| Einwohner:                                                        | 12.136 (31. Dez. 2020)                                     |
| Fläche:                                                           |                                                            |
| Bevölkerungsdichte:                                               |                                                            |
| Postleitzahlen:                                                   | 38110, 38112                                               |

Nördliche Schunter-/Okeraue ist ein neuer Stadtbezirk der Stadt Braunschweig ab Oktober 2021. Er entsteht durch Zusammenlegung der bisherigen Stadtbezirke Veltenhof-Rühme und Wenden-Thune-Harxbüttel, aufgrund der Verringerung der Anzahl an Stadtbezirken.
Er hat die amtliche Nummer 322. Der Bezirk hat 12.136 Einwohner.
Im neuen Stadtbezirk befinden sich die Stadtteile Harxbüttel, Rühme, Thune, Veltenhof, Wenden mit Wendebrück und der Weiler Eilersbüttel, sowie das Hafengebiet Braunschweig und die Gewerbegebiete Hansestraße, Hansestraße-West und Waller See.

## Statistische Bezirke
Im Stadtbezirk befinden sich folgende statistische Bezirke:
- Watenbüttel (Nr. 35), teilweise
- Veltenhof (Nr. 38)
- Hafen (Nr. 39)
- Rühme-West (Nr. 40)
- Rühme-Ost (Nr. 41)
- Vorwerksiedlung (Nr. 42)
- Bienrode (Nr. 46), teilweise
- Wenden (Nr. 61)
- Harxbüttel (Nr. 62)
- Thune (Nr. 63)